# 東京医学技術専門学校
東京医学技術専門学校(とうきょういがくぎじゅつせいせんもんがっこう、英: Tokyo College of Medical Technology)とは、東京都墨田区にある私立専修学校。臨床検査技師及び歯科衛生士の養成を目的とした教育を行う。設置者は学校法人田島学園。略称は東医技専(とういぎせん)

## 沿革
- 1971年 - 臨床検査技師学校昼間部（80名）養成所として指定申請
- 1972年 - 厚生省の指定を受け『東京医学技術専門学校』として開校
- 1973年 - 臨床検査技師科夜間部（80名）併設。
- 1981年 - 『学校法人 田島学園』専修学校として設置認可
- 1985年 - 歯科衛生士科昼間部（40名）指定認可
- 1989年 - 臨床検査技師科夜間部を廃止
- 1994年 - 歯科衛生士科昼間部（80名）定員変更認可
- 1995年 - 『専門士』の称号授与について文部科学大臣の認可を受ける
- 2000年 - 臨床検査技師科に単位制導入
- 2004年 - 第二校舎を購入し教育施設の充実を図る
- 2010年 - 歯科衛生士科昼間部（80名・3年制）に変更承認
- 2010年 - 歯科衛生士科夜間部（46名・3年制）を開設
- 2012年 - 臨床検査技師科夜間部（40名・4年制）を開設

## 設置学科
- 臨床検査技師科Ⅰ部（昼間部　男女40名3年）
- 臨床検査技師科Ⅱ部（夜間部　男女40名3年）
- 歯科衛生士科　Ⅰ部（昼間部　女子50名3年）
- 歯科衛生士科　Ⅱ部（夜間部　女子46名3年）

## 取得できる称号・資格
- 臨床検査技師科Ⅰ部
  - 専門士称号・臨床検査技師国家試験受験資格・健康食品管理士受験資格
- 臨床検査技師科Ⅱ部
  - 専門士称号・臨床検査技師国家試験受験資格
- 歯科衛生士科　Ⅰ部
  - 専門士称号・歯科衛生士国家試験受験資格・健康管理士一般指導員認定受験資格
- 歯科衛生士科　Ⅱ部
  - 専門士称号・歯科衛生士国家試験受験資格

## 所在地
- 〒130-0015　東京都墨田区横網1-10-8（第一校舎）
- 〒130-0026　東京都墨田区両国1-10-5（第二校舎）

## アクセス
- 都営大江戸線『両国駅』下車　徒歩2分
- JR総武線『両国駅西口』下車　徒歩5分
- 都営浅草線『蔵前駅』下車　　徒歩10分

## 関連事項
- 臨床検査技師
- 歯科衛生士